# مختار البخاری
مختار البخاری (انگلیسی: Syed Mokhtar Albukhary؛ زادهٔ ۱۹۵۱) کارآفرین، مدیر ارشد اجرایی و سرمایه‌دار اهل مالزی است.